# The Potential
The Potential ist das siebte offizielle Mixtape des US-amerikanischen Rappers Tyga. Es erschien am 9. Juni 2009 bei Young Money Entertainment, Decaydance Records und G.E.D. Inc. Es war Tygas letzte Veröffentlichung bei Decaydance Records, seine nachfolgenden Werke erschienen allesamt bei „Young Money Entertainment“ oder Cash Money Entertainment.

## Hintergrund
Das Mixtape wurde am 9. Juni 2009 veröffentlicht und ist das siebte des Rappers. Im Jahr 2009 erschienen insgesamt vier Mixtapes von Tyga, darunter The Free Album, Outraged and Underage und Black Thoughts. Nachdem 2008 sein Debütalbum veröffentlicht worden war, sollte die hohe Anzahl an traditionell kostenlos erhältlichen Mixtapes dem Bewerben des Künstlers dienen, da er zur Zeit der Veröffentlichung abseits der Rap- und Hip-Hop-Szene nur wenig bekannt war.

## Titelliste
Quelle
| #   | Titel                 | Länge |
| --- | --------------------- | ----- |
| 1.  | The Potential         | 3:15  |
| 2.  | Awesome               | 3:12  |
| 3.  | Stop Accussing        | 5:32  |
| 4.  | Where Am I            | 3:46  |
| 5.  | Diddy Bop             | 1:52  |
| 6.  | Tyzilla               | 3:44  |
| 7.  | How Would You Like    | 3:10  |
| 8.  | Dads Letter           | 4:18  |
| 9.  | Every Girl            | 1:29  |
| 10. | Slow It Down          | 4:01  |
| 11. | Cut My Check          | 2:46  |
| 12. | My Glory              | 3:39  |
| 13. | RIP Dolla             | 2:17  |
| 14. | Wassup (All Love)     | 4:00  |
| 15. | BET Freestyle (Bonus) | 1:35  |

## Rezeption
In einer Rezension hieß es, dass man hören könne, wie viel Arbeit in das Mixtape gesteckt worden ist. Der Autor sagte auch, dass es ebenfalls ein vollständiges Album hätte sein können und er auch Geld für die Veröffentlichung ausgegeben hätte. Ein anderer Rezensent empfand den Namen des Mixtapes als besonders passend, da der Interpret wirklich eine Menge Potential offenbare. Andy Cool äußerte sich ebenfalls positiv und stellte fest, dass er definitiv die weitere Karriere des Rappers verfolgen wird. Viele Autoren unterschiedlicher Rezensionen strichen zudem heraus, dass Tyga mittlerweile die nötige Reife und Substanz entwickelt hätte, die ihm zu Zeiten seiner früheren Mixtapes und seines Debütalbums noch fehlten. Außerdem bescheinigten sie ihm, auf dem richtigen Weg zu sein, um in näherer Zukunft den großen Durchbruch zu schaffen.